# Dotō
Le Dotō (土塔, stupa de terre) , est une relique bouddhiste de la période Nara située dans le quartier Dotō de Naka-ku, dans la ville de Sakai, au Japon. Il est également appelé Ōno-ji Dotō (大野寺土塔)  d'après le temple sur le terrain duquel il se trouve. Il a été désigné monument du Japon en 1953, et la zone sous protection a été agrandie en 2005.

## Aperçu
Selon le Gyōki Nenpu (行基年譜) , une biographie semi-apocryphe de Gyōki de la période Kamakura, le célèbre prêtre a établi le temple de Ōno-ji en 727 après J.C., et le Dotō a été construit selon ses instructions à cette époque. Ce stūpa mesure 53 mètres de côté, pour une hauteur d'environ neuf mètres, et est orienté vers les quatre points cardinaux. Il se compose de 13 couches disposées comme une pyramide à degrés construite en empilant des blocs d'argile côte à côte et en les compactant avec de la terre dans les espaces intermédiaires. La partie exposée de chaque couche était recouverte de tuiles en terre cuite, environ 60 000 en tout. Parmi les tuiles trouvées lors de fouilles archéologiques, quelque 1300 sont inscrites avec des lettres écrites à l'aide d'outils en forme de spatule. La plupart des inscriptions sont les noms de personnes de différentes couches sociales telles que des moines, des membres de la noblesse et des roturiers, qui auraient fait don de ces tuiles comme offrandes votives. Certaines des tuiles portent la date Jinki 4, qui correspond à l'an 727 après J.C., et corrobore ainsi l'histoire du Gyōki Nenpu. Le temple d'Ōno-ji a été abandonné à l'époque de Muromachi, mais a ensuite été relancé à l'époque d'Edo. 
Certains des artefacts récupérés sur le site (780 tuiles de toit gravées, 2 tuiles d'avant-toit rondes, 4 exemples de poterie Sue et 2 pièces de monnaie) ont été collectivement désignés bien culturel national important en 2016 et sont conservés au musée de la ville de Sakai. Le site lui-même a été restauré selon ce que les archéologues et les historiens pensent avoir été son aspect d'origine, et il est ouvert au public en tant que parc en 2009.
Une structure similaire au Dotō est le Zutō dans le quartier Takabatake de la ville de Nara.

## Galerie

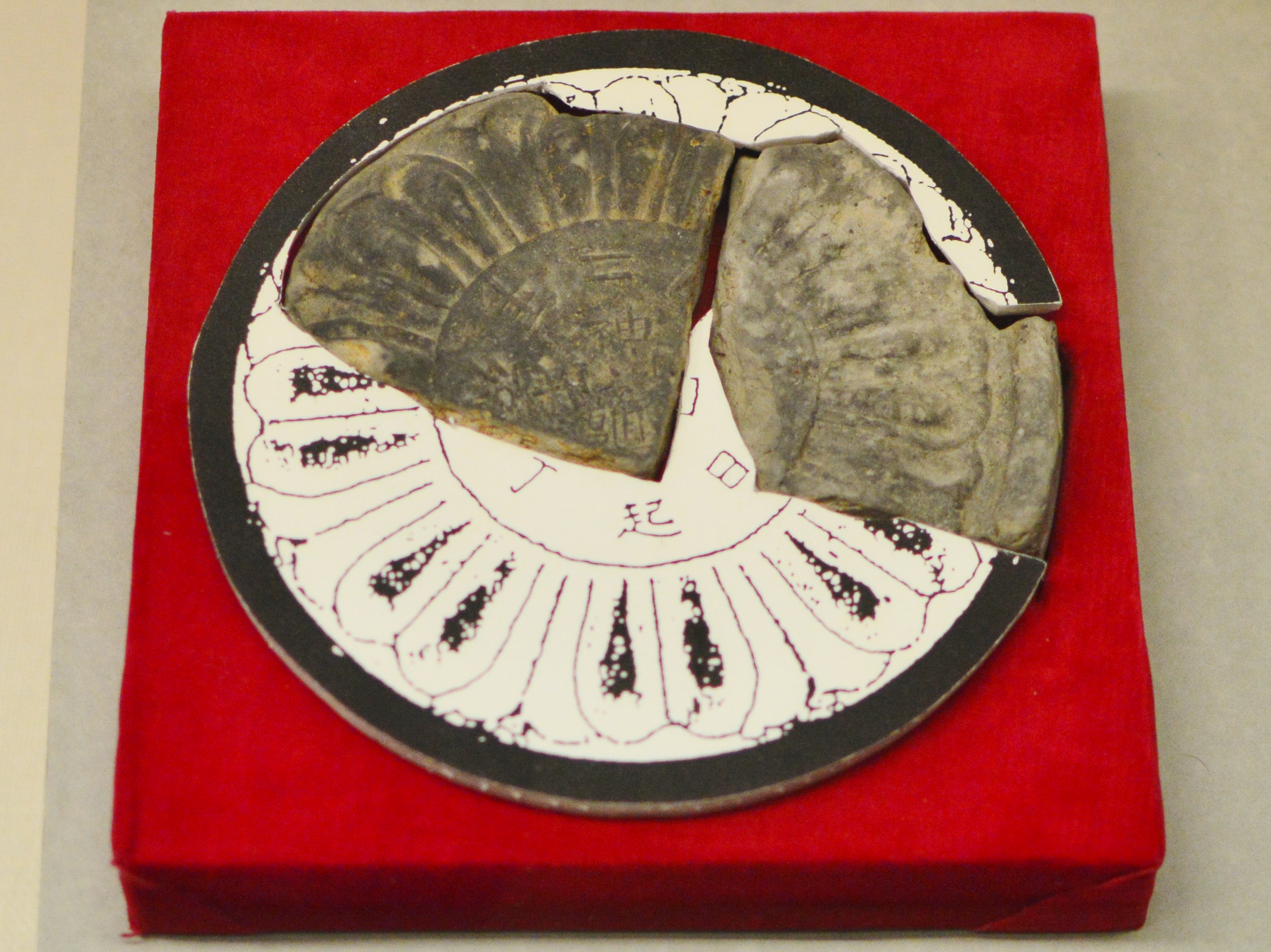
Fragments de tuiles avec date.
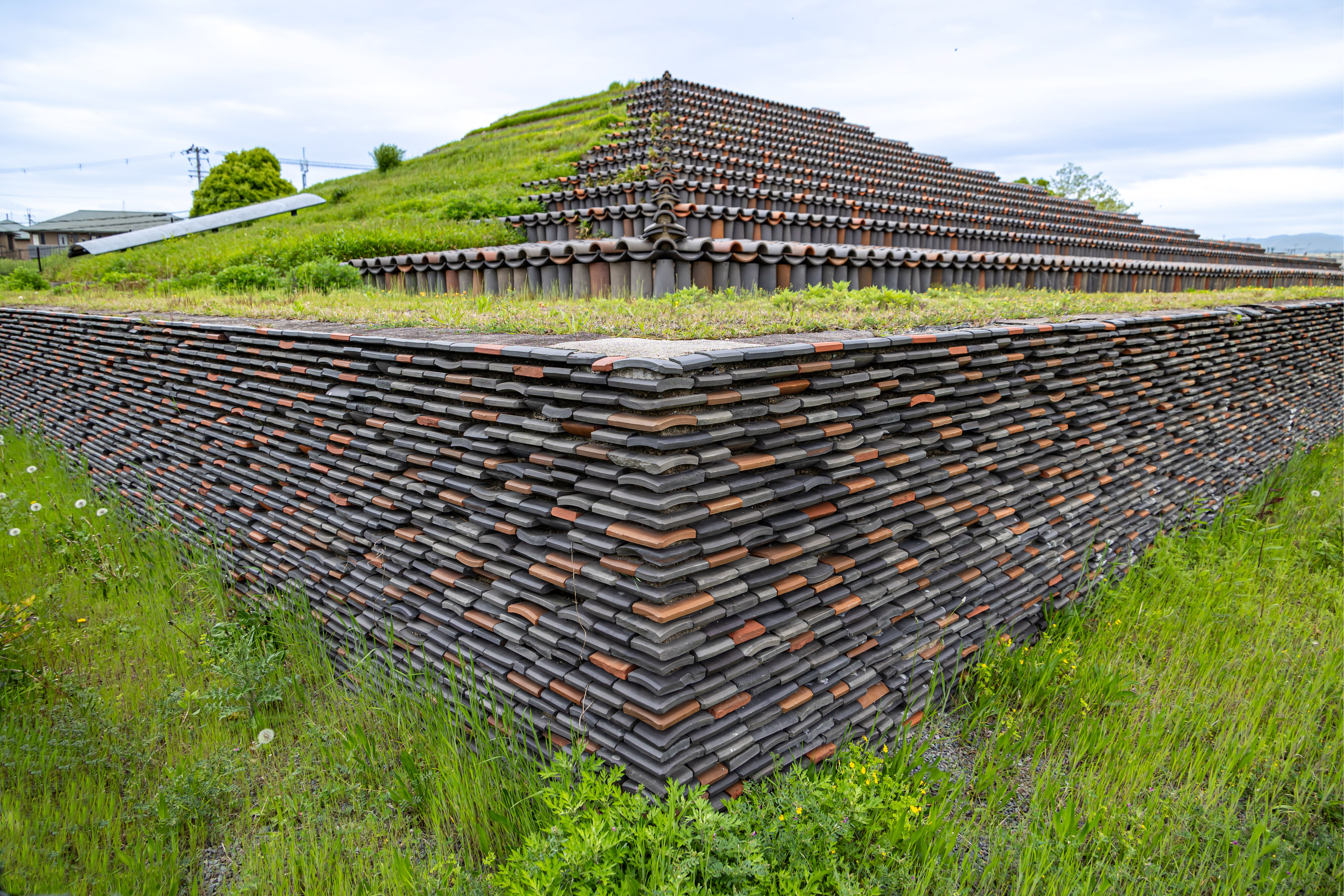
Vue du coin sud-ouest.
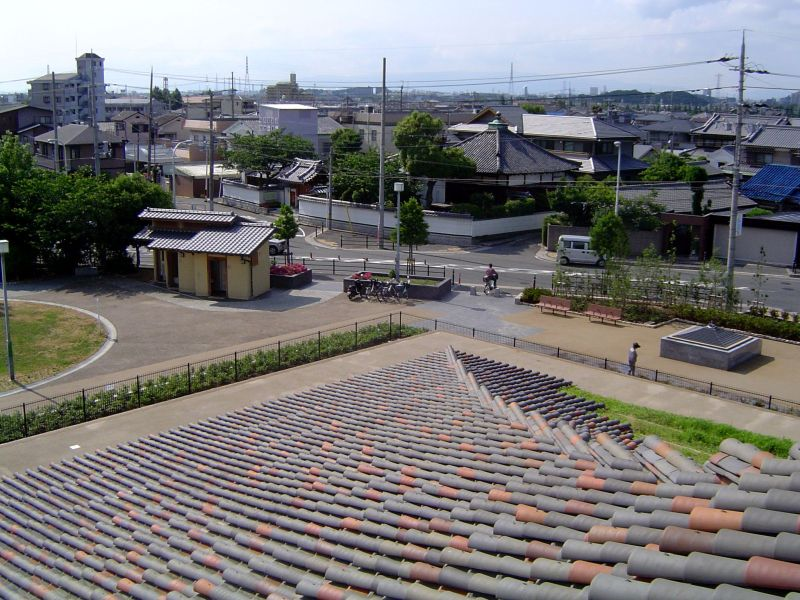
Vue d'en-haut.
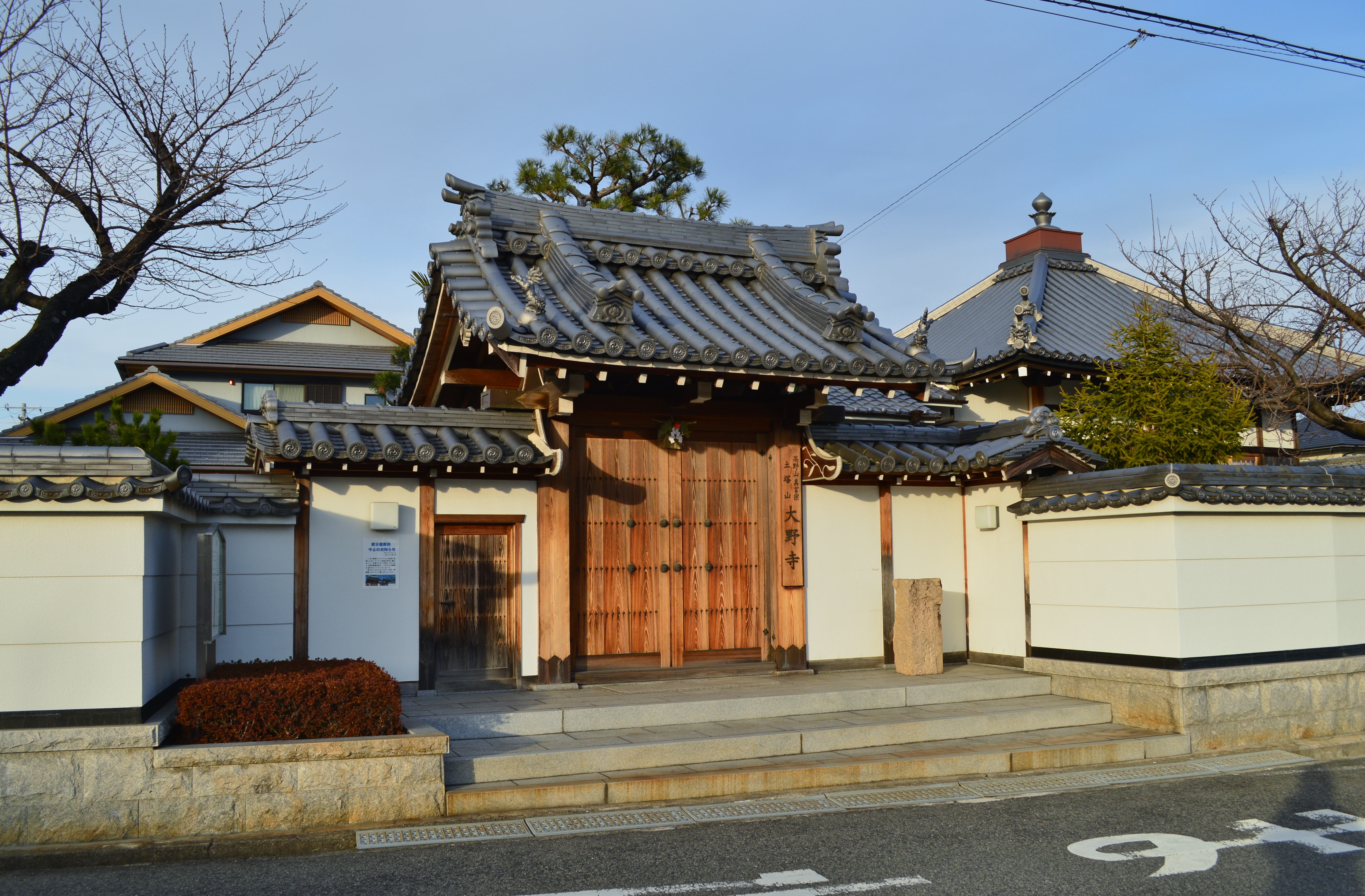
Ōno-ji
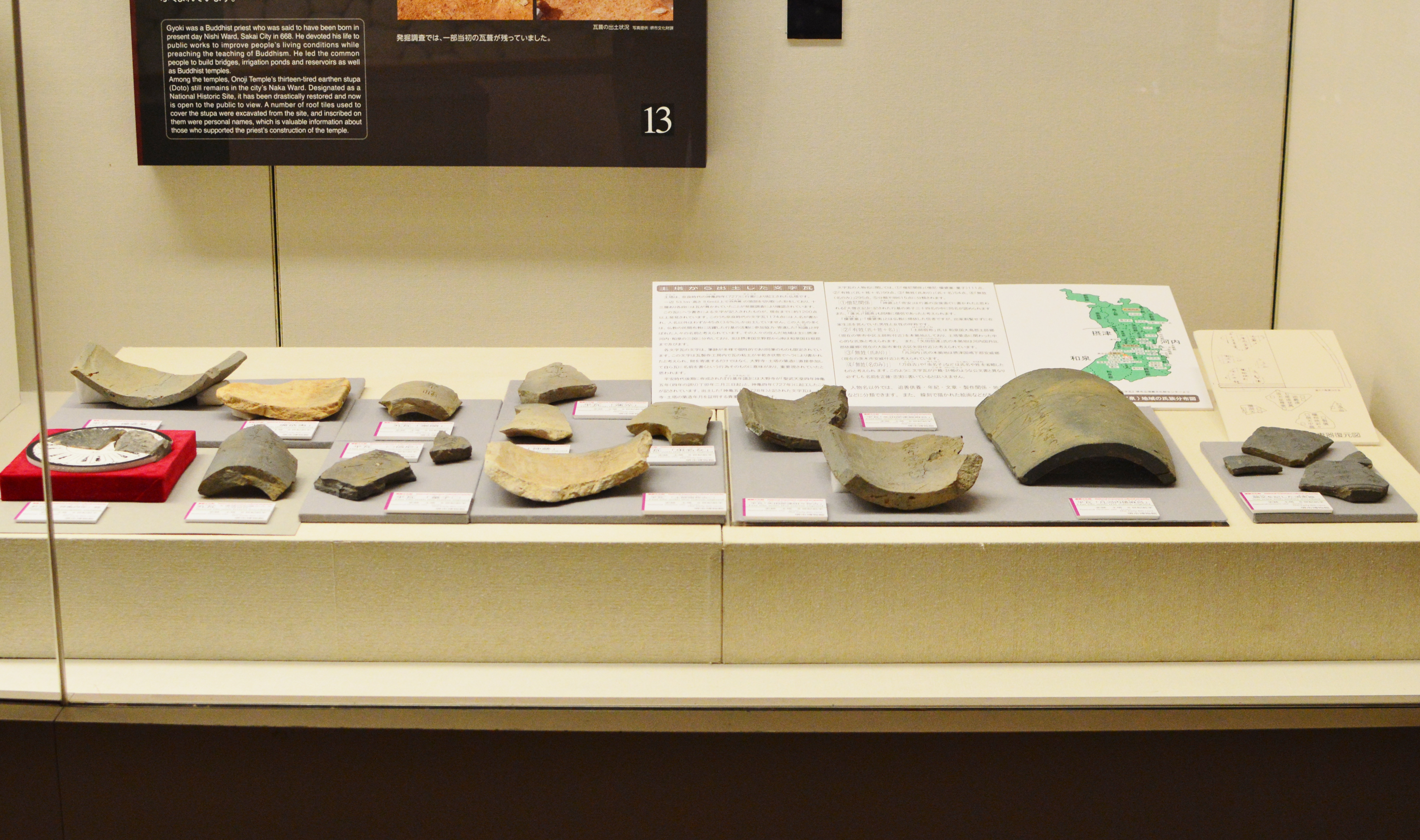
Objets exposés au musée de la ville de Sakai